# Masato
El masato es una bebida elaborada a base de yuca, arroz, maíz, avena o piña. Su preparación consiste en dejarlos fermentar en una olla con agua por un tiempo aproximado de 8 días, hasta que la mezcla comience a generar espuma. Al igual que otras bebidas alcohólicas se produce por fermentación microbiana, en especial por varios tipos de Lactobacillus.

## Variedades regionales

### Colombia
El masato es una de las bebidas autóctonas de amplio consumo en los departamentos de Cundinamarca, Santander, Tolima, Norte de Santander y Boyacá. La receta se compartió por medio de la tradición de los abuelos, aunque su elaboración se ha extendido a otras regiones del interior del país.
Es una bebida fermentada a base de maíz, endulzada generalmente con melaza; pero la variedad más extendida en consumo en el altiplano cundiboyacense es la preparada a base de arroz con panela, también se le agregan clavos y canela. Otras variedades usan la harina de trigo, y también existen preparaciones a base de fécula/harina de arracacha, arroz, calabaza, yuca, sorgo y plátano. Durante los últimos años se ha extendido su elaboración industrial. Hay quienes incluso asocian de manera errónea el guarapo de piña/mango como un masato, siendo que su proceso es distinto del de la preparación del verdadero masato.
Usualmente se utiliza para acompañar diferentes entremeses, como son las "colaciones": mantecadas, galletas de mantequilla, almojábanas, garullas, pandeyuca o en algunos casos empanadas de carne o pollo. Su consumo se incrementa en fin de año, ya que se suele servir como bebida para el consumo con colaciones propias de dicha temporada, tales como buñuelos, natilla y tamales.

### Perú

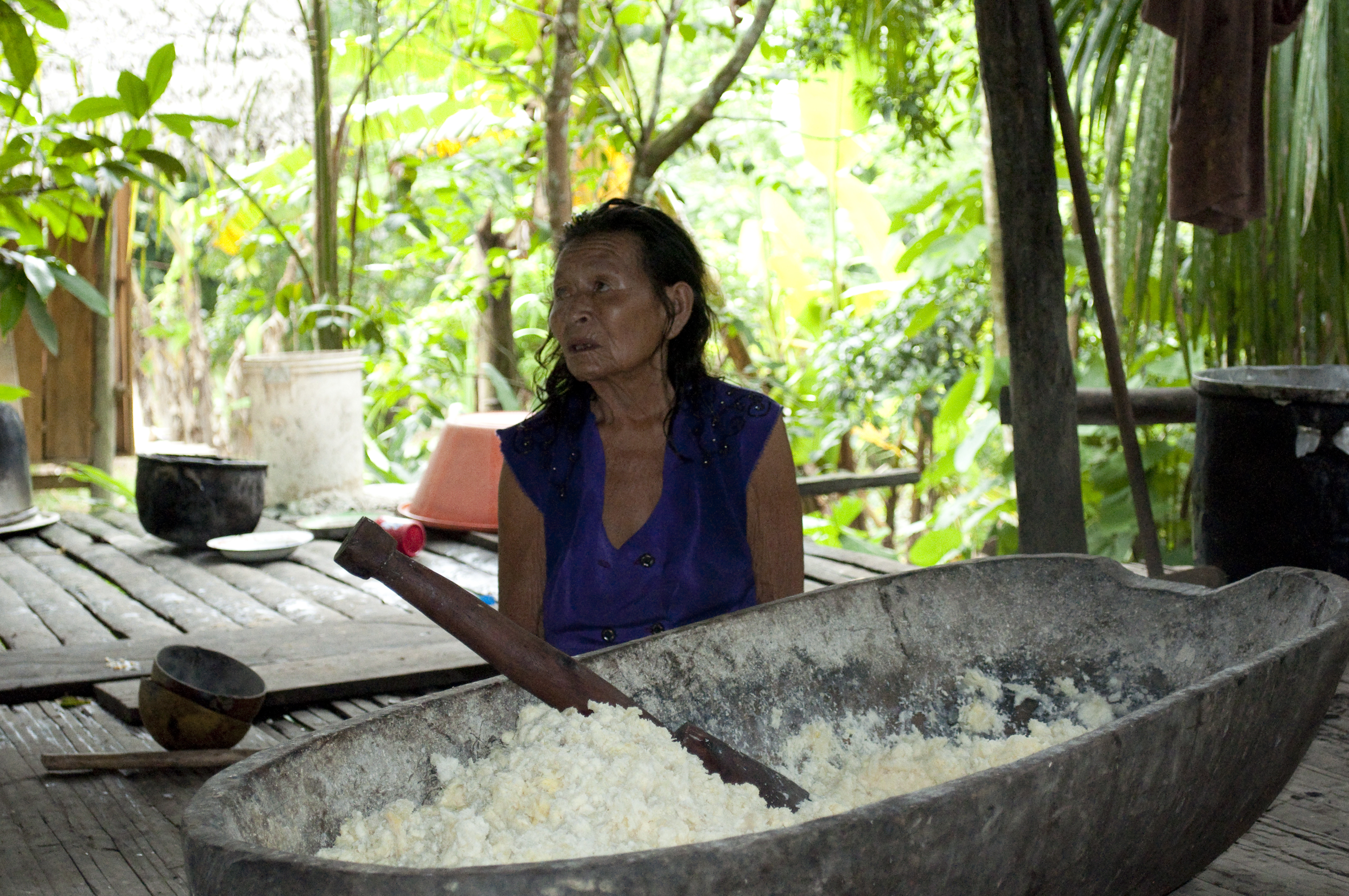
Indígena preparando masato de yuca.

Es una bebida fermentada que tradicionalmente se prepara con yuca sancochada, en el cual se mezcla con agua, se mastica en la boca, se escupe y se deja reposar para que el almidón de la yuca se convierta en azúcar y que finalmente se fermenta para convertirse en alcohol. Esta forma de preparación prevalece entre las etnias amazónicas nativas, sin embargo, comercialmente se prepara moliendo la yuca y agregando levadura de pan para la fermentación, facilitándose así el consumo por parte de personas ajenas a las etnias amazónicas, que de la manera poco tradicional "repudiarían" su consumo, dado que la yuca es previamente masticada. Junto con la chicha de jora es una de las bebidas milenarias y de mayor arraigo en las tradiciones amazónicas.

### Venezuela
Es una bebida hecha a base de arroz, panela y especias que generalmente se toma antes de que fermente, aunque muchos opinan que cuando fermenta es mejor porque se hace espumante. Lo que se debe evitar es que enfuerte por lo que debe colocarse bajo refrigeración. En el estado Táchira se acostumbra licuar el arroz una vez cocido adicionándole un almíbar elaborado con una rama de geranio, la cual le da su sabor característico. En lugar de panelón usan azúcar refinada para que la bebida quede blanca, comunidades indígenas del  estado amazonas toman chicha de yuca.[cita requerida]